# Araber-Berber (Pferd)
Der Araber-Berber ist eine Pferderasse, die während der französischen Kolonialisierung Nordafrikas Ende des 19. Jahrhunderts durch Kreuzung von importierten Arabern oder Vollblutarabern und einheimischen Berbern entstand. Das Zuchtbuch des Araber-Berbers wurde in den Zuchtländern nach 1948 gegründet und ist bis heute offen, d. h. sowohl die Reinzucht als auch die Kombinationszucht sind zugelassen. Für die Kombinationszucht ist je nach Vorschrift des jeweiligen Zuchtbuches sowohl die Rasse der Berber als auch die der Vollblutaraber mit unterschiedlich geregeltem Höchstsatz an Vollblutanteil zugelassen.
Hintergrundinformationen zur Pferdebewertung und -zucht finden sich unter: Exterieur, Interieur und Pferdezucht.
Berber sind eine aus Nordafrika stammende Pferderasse. Sie sind gemeinsamen Ursprungs mit den Iberischen Pferden und gleichen diesen stark. Sie verfügen über große Nervenstärke, Wendigkeit und eine imposante Ausstrahlung, was sie jahrtausendelang europaweit zu den begehrtesten Kriegspferden für den Nahkampf machte.
Araberpferde stammen von der arabischen Halbinsel und zählen zu den Vollblutpferden. Sie sind auf große Ausdauer und Schnelligkeit gezüchtet, was sie jahrhundertelang zu begehrten Rennpferden machte.
Araber-Berber sind in Tunesien, Algerien, Marokko Frankreich und Deutschland sehr beliebt, weil sie im Idealfall die positiven Eigenschaften beider Ausgangsrassen vereinen. Araber-Berber werden zur Fantasias eingesetzt. Ihr Temperament gilt als ausgeglichener als das der Vollblutaraber.

## Exterieur
Der Araber-Berber soll das Beste seiner beiden Ursprungsrassen in sich vereinen. In Algerien ist ein Vollblutanteil von maximal 50 % Garant dafür, dass im Araber-Berber die Anteile des Berbers dominieren. In anderen Ländern (Tunesien, Marokko) werden für Araber-Berber-Rennen auch hochprozentige Araberanteile zugelassen. In Frankreich und Deutschland gibt es ebenfalls keine prozentuale Begrenzung. In der Exterieurbeschreibung zeigt sich jedoch, dass nur wenige Abweichungen vom Körperbau des Berbers gewünscht sind.
Wie der Berber soll der Araber-Berber im Quadrattyp stehen, und den Eindruck eines abgerundeten und harmonischen Pferdes vermitteln. Der Kopf soll schmal und trocken sein und einen edlen Ausdruck haben. Das Profil wünscht man sich leicht gewölbt, Ramsnasen können beim Araber-Berber ebenso vorkommen wie die typischen Hechtköpfe der Araber. Das Genick soll länger als beim Berber mit einer eleganteren Kopfhaltung sein. Wie beim Berber sollte der Winkel der Schulter mit dem der Kruppe harmonieren, die Brustmuskulatur wünscht man sich ausgeprägt und die Brust selbst nicht so schmal wie oft beim Berber. Der Übergang zwischen Hals und dem hohen Widerrist soll bei beiden Rassen fließend und harmonisch sein. Der Araber-Berber verfügt wie sein Ahn der Berber über eine große Gurtentiefe und sein Rücken ist kurz und stark. Die Hufe sind mittelgroß und hart. Der Sehnen- und Bänderapparat ist belastbar. Das Langhaar ist etwas spärlicher als das des Berbers. Der Araber-Berber kommt wie der Berber in allen Farben vor. Das Stockmaß liegt bei 148–160 cm, neuerdings auch darüber.

## Interieur
Die erwünschten Interieureigenschaften des Araber-Berbers gleichen denen des Berberpferdes: Sie gelten als besonders nervenstark, sanftmütig und leistungsbereit. Hervorzuheben ist die Bereitschaft, eine enge Mensch-Pferd-Beziehung einzugehen.

## Zuchtgeschichte
Die Geschichte der Araber-Berber begann im Maghreb, einem Landstrich, der das Königreich Marokko und die es umgebenden nordafrikanischen Länder bezeichnet. Hier lebt der Volksstamm der Berber, der ein seit der Antike legendäres Kriegspferd züchtet: das Berberpferd.
Vollblutaraber kamen erstmals mit der französischen Kolonialisierung Ende des 19. Jahrhunderts in nennenswerter Zahl in den Maghreb.
Frankreich verlangte hohe Tributzahlungen an Kavalleriepferden, musste jedoch den bedingten Nutzen der Berberpferde für den Einsatz als Langstreckenpferde in den Kavallerieregimentern unter unerfahrenen Reitern feststellen. Das Militär benötigte Pferde, die dunkel und damit leichter zu pflegen waren, die lange Strecken laufen konnten ohne Fettpolster im Rücken abzubauen und Satteldruck zu bekommen und die wenig besitzertreu waren und sich von jedermann reiten ließen.
Mit der Errichtung zahlreicher Staatsgestüte in Tunesien, Algerien und Marokko setzte Frankreich die küstennahe Bevölkerung unter den Druck, ihre Berberpferde ausschließlich mit importierten Hengsten zunächst probeweise unterschiedlichster Rassen anpaaren zu dürfen. Jede private Zucht wurde unterbunden. Am besten eignete sich aus der Sicht der französischen Kavallerie die Kreuzung aus Arabern und Berbern für den Kriegsdienst. Diese Kreuzung wurde vehement forciert und durch den steten Import von Vollblutaraberhengsten untermauert. In den Staatsgestüten wurden jedoch auch Berberhengste zur Verkreuzung aufgestellt, was den Import von Stuten anderer Rassen nötig machte. Zwangsläufig wurde die Zucht der ursprünglichen Berberpferde immer mehr ins Hinterland verdrängt und schließlich nurmehr von Aufständischen betrieben. Hieraus begründet sich, dass die typvollsten Berberpferde des Maghreb bis heute keine "Papiere" haben.
1948 gründete Algerien als erstes das Zuchtbuch der Rasse Araber-Berber. Nun waren Araber-Berber nicht mehr nur Nutztiere erster Generation, sondern die durchselektierte, weitgehend homogene Rasse geworden, die sich bis heute in den küstennahen Gebieten erhalten hat.

## Kennzeichnung
Araber-Berber erhalten keine Brandzeichen. Pferde, die im deutschen Araber-Berber-Zuchtbuch des Verein der Freunde und Züchter des Berberpferdes (VFZB) eingetragen sind, bekommen einen Chip auf der linken Halsseite.